# Berkenhermelijnvlinder
De berkenhermelijnvlinder (Furcula bicuspis) is een nachtvlinder uit de familie van de tandvlinders (Notodontidae).

## Beschrijving
De berkenhermelijnvlinder heeft een voorvleugellengte van 16 tot 19 millimeter. Over de witte voorvleugels loopt een zwartgrijze band die vlak bij de buitenrand is toegeknepen, verder is er wat zwarte tekening en een rij punten langs de buitenste vleugelrand. De achtervleugels zijn ook wit, met punten langs de buitenste vleugelrand.

## Rups en pop
De waardplanten van de berkenhermelijnvlinder zijn de berk, en soms ook de els. De rups is te vinden van juni tot augustus. De rups wordt 33 tot 37 millimeter lang. De grondkleur is groen. Op de rug heeft hij een witgerand bruin ruitvormig "zadel" dat uitloopt in de gevorkte "staart". Ook bij de kop zit een witgerande bruine vlek. De pop overwintert in een stevige cocon tegen de bast.

## Voorkomen
De berkenhermelijnvlinder komt verspreid over een groot deel van het Palearctisch gebied voor. De habitat is (productie)bos.

### Voorkomen in Nederland en België
De berkenhermelijnvlinder is in Nederland en België een niet zo gewone soort die verspreid over het hele gebied voorkomt. Hij vliegt van eind april tot halverwege augustus in één of (waarschijnlijk) twee jaarlijkse generaties.